# 米村理
米村 理（よねむら おさむ、1959年4月3日 - ）は、奈良県桜井市出身の元プロ野球選手（内野手）、野球指導者。

## 来歴・人物
奈良県立郡山高等学校では、1977年春季近畿大会に進むが、1回戦で伊香高の藤高俊彦に抑えられ惜敗。同年夏も県予選で敗れ甲子園には出場できなかった。県内の同期には甲子園へ出場した智弁学園・山口哲治、天理高・鈴木康友がいて、後に楽天では鈴木とは一軍コーチ、山口は球団スタッフとして同じチームで日本一を経験した。
1977年のドラフト会議で、阪急ブレーブスから3位指名を受けて入団。強打の一塁手として期待されたが、当時の加藤英司、ウェイン・ケージといったレギュラーの陰に隠れ、二軍暮らしが長かった。
1983年には一軍に定着、主に代打、守備固めとして起用される。同年はブーマー・ウェルズの控えながら、一塁手としても8試合に先発出場を果たした。
1986年には定評のある打撃を活かし、指名打者、一塁手として16試合に先発。最終戦では三番打者としても起用され打率.329の好記録を残す。
1987年のシーズン中盤以降は出場機会が減少。
1988年限りで現役引退。
引退後の1988年11月、球団がオリックスに売却され、後継球団であるオリックスのマネジャーに転身。

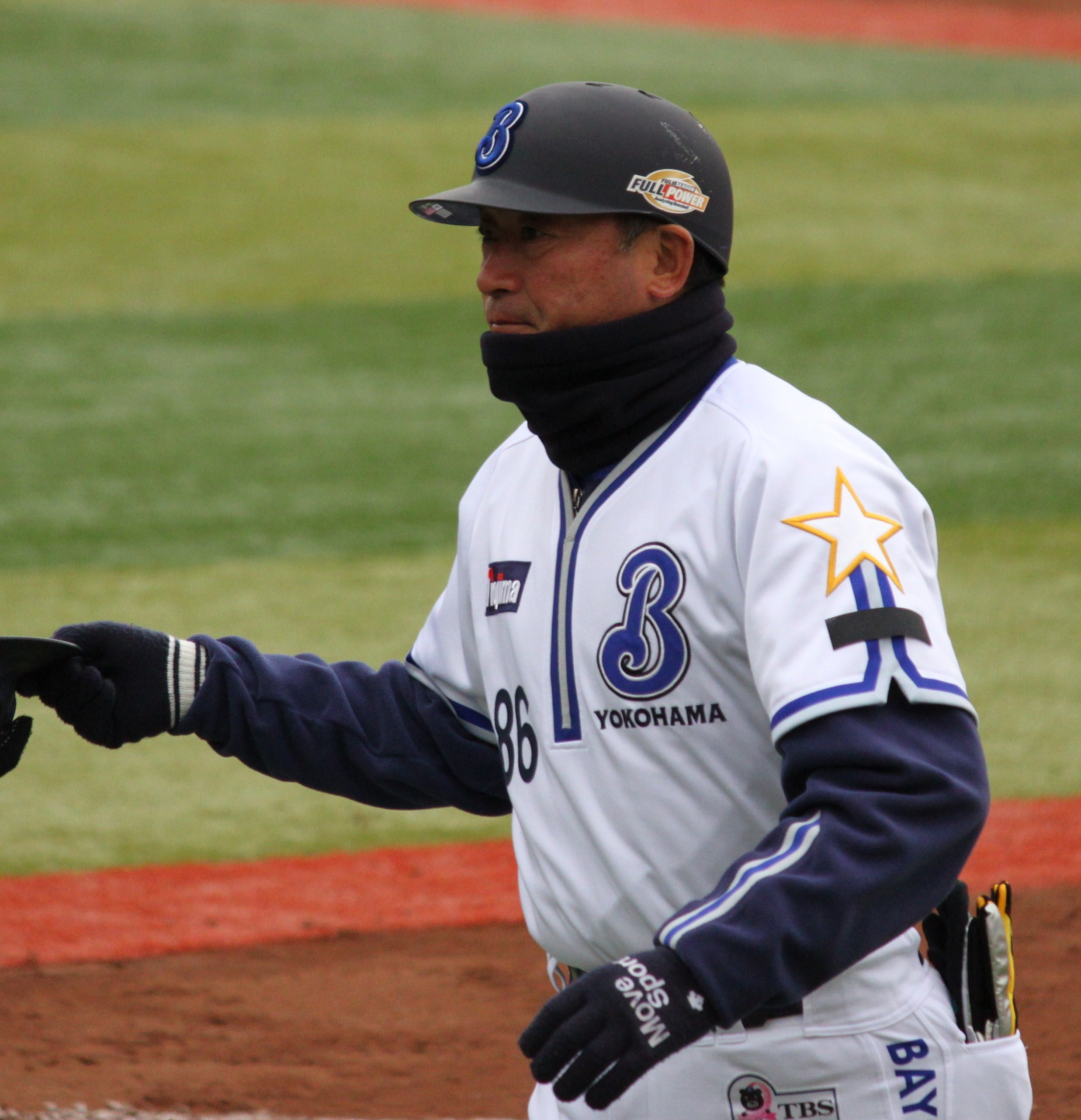
横浜コーチ時代（2011年4月3日）

1991年に二軍打撃コーチとして現場に復帰すると、2010年に退団するまで、20年にわたって打撃コーチやトレーニング、外野守備走塁コーチを歴任した。
2011年に横浜ベイスターズで一軍外野守備走塁コーチを務めた。同年11月22日に来季の契約を結ばないことが発表された。
2012年に東北楽天ゴールデンイーグルスへ移籍した。二軍外野守備走塁コーチを経て2012年2月に新設ポストの一軍野手強化コーチに異動。
2013年から一軍外野守備走塁コーチを務め、同年のリーグ優勝・日本一に貢献した。
2014年は61試合で外野守備失策がリーグワースト2位の6を記録し守備の乱れから敗戦につながる試合もあり、同年6月17日付で二軍野手コーチに転じた。
2016年からは一軍外野守備走塁コーチ。
2017年からは一軍・二軍巡回外野守備走塁コーチ。10月22日、球団から退団が発表された。楽天コーチ時代指導した島内宏明は「打てない時もずっと励ましてくれたから頑張れた。ヨネさんがいなければ、ここまで来られなかった」と述べている。10月29日、オリックス・バファローズに8年ぶりに戻り二軍チーフ兼打撃コーチに就任することが発表された。背番号は86。
2019年9月28日、オリックスは米村から退団の申し出があり、受理することになったと発表した。
2020年7月、ノースアジア大学明桜高校のコーチに就任した。2023年秋季よりノースアジア大学監督に就任。
2025年1月5日、兵庫県神戸市に自身が代表を務めるセミパーソナルジムBam Boo Boneがオープンした。

## 詳細情報

### 年度別打撃成績
| 年 度    | 球 団    | 試 合 | 打 席 | 打 数 | 得 点 | 安 打 | 二 塁 打 | 三 塁 打 | 本 塁 打 | 塁 打 | 打 点 | 盗 塁 | 盗 塁 死 | 犠 打 | 犠 飛 | 四 球 | 敬 遠 | 死 球 | 三 振 | 併 殺 打 | 打 率 | 出 塁 率 | 長 打 率 | O P S |
| -------- | -------- | ----- | ----- | ----- | ----- | ----- | -------- | -------- | -------- | ----- | ----- | ----- | -------- | ----- | ----- | ----- | ----- | ----- | ----- | -------- | ----- | -------- | -------- | ----- |
| 1980     | 阪急     | 1     | 1     | 1     | 0     | 0     | 0        | 0        | 0        | 0     | 0     | 0     | 0        | 0     | 0     | 0     | 0     | 0     | 0     | 0        | .000  | .000     | .000     | .000  |
| 1981     | 阪急     | 15    | 5     | 4     | 0     | 0     | 0        | 0        | 0        | 0     | 0     | 0     | 0        | 0     | 0     | 1     | 0     | 0     | 2     | 0        | .000  | .200     | .000     | .200  |
| 1983     | 阪急     | 91    | 70    | 63    | 9     | 20    | 2        | 1        | 3        | 33    | 16    | 0     | 0        | 4     | 1     | 2     | 0     | 0     | 11    | 4        | .317  | .333     | .524     | .857  |
| 1984     | 阪急     | 68    | 17    | 14    | 3     | 1     | 0        | 0        | 0        | 1     | 0     | 1     | 0        | 0     | 0     | 3     | 0     | 0     | 2     | 0        | .071  | .235     | .071     | .307  |
| 1985     | 阪急     | 20    | 9     | 6     | 1     | 1     | 0        | 0        | 0        | 1     | 0     | 0     | 0        | 1     | 0     | 1     | 0     | 1     | 1     | 0        | .167  | .375     | .167     | .542  |
| 1986     | 阪急     | 45    | 82    | 73    | 7     | 24    | 3        | 0        | 3        | 36    | 11    | 0     | 1        | 0     | 0     | 9     | 0     | 0     | 16    | 2        | .329  | .402     | .493     | .896  |
| 1987     | 阪急     | 41    | 46    | 42    | 2     | 8     | 1        | 0        | 1        | 12    | 2     | 0     | 0        | 1     | 0     | 3     | 0     | 0     | 6     | 3        | .190  | .244     | .286     | .530  |
| NPB：7年 | NPB：7年 | 281   | 230   | 203   | 22    | 54    | 6        | 1        | 7        | 83    | 29    | 1     | 1        | 6     | 1     | 19    | 0     | 1     | 38    | 9        | .266  | .330     | .409     | .739  |

### 記録
- 初出場：1980年11月8日、対近鉄バファローズ前期13回戦（藤井寺球場）、6回裏に松井満に代わり三塁手として出場
- 初安打・初打点：1983年5月12日、対西武ライオンズ6回戦（平和台野球場）、7回裏に小林誠二から中前適時打
- 初本塁打：同上、9回裏に小林誠二から左越2ラン
- 初先発出場：1983年5月14日、対南海ホークス5回戦（阪急西宮球場）、7番・一塁で先発出場

### 背番号
- 45 （1978年 - 1988年）
- 78 （1991年 - 2010年）
- 86 （2011年、2018年 - 2019年）
- 76 （2012年 - 2017年）